# Wasteland 2
Wasteland 2 est un jeu vidéo de rôle post-apocalyptique développé par inXile Entertainment et Obsidian Entertainment pour Microsoft Windows, Linux et OS X sorti le 19 septembre 2014, réédité en 2015 en édition Director's cut et ainsi rendu compatible pour PlayStation 4 et Xbox One.
Il s'agit de la suite de Wasteland, sorti en 1988. Le scénario se déroule dans 2 états du sud-ouest américain, l'Arizona et la Californie, dans un environnement post-apocalyptique dû à l'utilisation d'armes nucléaires par l'homme sur l'ensemble de la planète. L'humanité survit dans un futur incertain autour des vestiges d'une civilisation moderne, tentant de se protéger au mieux des radiations et des créatures mutantes hostiles.
Le scénario est introduit par une équipe de quatre rangers du désert (qui sont contrôlés par le joueur) à la Citadelle des rangers en Arizona, se recueillant autour de la dépouille du Capitaine Ace abattu lors d'une de ses enquêtes. Le Général Snake Vargas vous confiera alors l'enquête sur son décès et la reprise de ses enquêtes.
Le jeu a été financé par le public via Kickstarter, à hauteur de près de 3 millions de dollars, contre les 900 000 $ initiaux demandés par Brian Fargo et son studio InXile Entertainment, auteur du premier opus.

## Univers
Comme dans Wasteland, il est possible de créer une équipe de quatre rangers et de recruter jusqu'à trois compagnons de route.

## Développement
On peut se demander pourquoi cette suite apparaît plus de vingt ans après son aîné. Dans un entretien, Brian Fargo révèle qu'il a toujours souhaité faire une suite à Wasteland mais qu'il n'en avait jamais eu l'occasion, soit pour des raisons financières, soit à cause de problèmes de licence. Cependant, à la suite du succès de Double Fine Adventure sur Kickstarter, Brian Fargo a senti qu'une possibilité de lancer Wasteland 2 lui était accessible.

### Financement
Le jeu a été financé par une campagne de financement participatif via une campagne lancée en mars 2012 sur le site Kickstarter. Un budget de 900 000 $ était demandé à l'origine, mais le budget octroyé par le public a atteint un peu plus de 3 millions de dollars, ce qui a permis à Brian Fargo de promettre plus que ce qu'il pensait pouvoir faire avec le budget initial (plus grand monde, plus de traductions, versions Macintosh et Linux, collaboration d'Obsidian Entertainment, éditeur de niveaux…).

### Développement
Le jeu est développé par inXile Entertainment, studio de Brian Fargo, en collaboration avec Obsidian Entertainment et principalement Chris Avellone (Fallout 2, Fallout New Vegas). Plusieurs membres de l'équipe de développement de Wasteland sont également présents : Alan Pavlish, Michael A. Stackpole, Ken St. Andre.
La musique du jeu est composée par Mark Morgan, connu pour avoir réalisé les musiques de Fallout et Fallout 2.